# Ulick de Burgh
Ulick John de Burgh, 1. markiz Clanricarde KP (ur. 20 grudnia 1802 w Belmont, zm. 10 kwietnia 1874 w Londynie) – brytyjski arystokrata i polityk, członek stronnictwa wigów, minister w rządach lorda Johna Russella i lorda Palmerstona.
Był synem Johna de Burgha, 13. hrabiego Clanricarde, i Elizabeth Burke, córki sir Thomasa Burke’a, 1. baroneta. Wykształcenie odebrał w Eton College. Tytuł parowski odziedziczył po śmierci ojca w 1808. W 1825 r. otrzymał tytuł 1. markiza Clanricarde w parostwie Irlandii. W 1826 r. został 1. baronem Somerhill w parostwie Zjednoczonego Królestwa i zasiadł w Izbie Lordów.
Od stycznia do sierpnia 1826 r. był podsekretarzem stanu w Ministerstwie Spraw Zagranicznych. W latach 1830–1834 był kapitanem Yeomen of the Guard. W 1831 r. został Lordem Namiestnikiem Galway. W latach 1838–1841 był ambasadorem w Rosji. W latach 1846–1852 był poczmistrzem generalnym. W 1858 r. został na krótko Lordem Tajnej Pieczęci.
Jego żoną była Harriet Canning (13 kwietnia 1804 - 8 stycznia 1876), córka premiera George’a Canninga i Joan Scott, córki generała-majora Johna Scotta. Ślub odbył się 4 kwietnia 1825 r. w Gloucester Lodge w Brompton. Ulick i Harriet mieli razem dwóch synów i pięć córek:
- Elizabeth Joanna de Burgh (22 lutego 1826 – 26 lutego 1854), żona Henry’ego Lascellesa, 4. hrabiego Harewood, miała dzieci
- Ulick Canning de Burgh (12 lipca 1827 – 16 sierpnia 1867), lord Dunkellin
- Emily Charlotte de Burgh (19 października 1828 – 10 października 1912), żona Richarda Boyle’a, 10. hrabiego Cork, miała dzieci
- Catherine de Burgh (ok. 1830 - 8 kwietnia 1895)
- Margaret Anne de Burgh (ok. 1831 - 31 marca 1888), żona Wentwortha Beaumonta, 1. barona Allendale, miała dzieci
- Hubert George de Burgh-Canning (30 listopada 1832 – 12 kwietnia 1916), 2. markiz Clanricarde
- Harriet Augusta de Burgh (ok. 1834 – 18 stycznia 1901)